# Риженово
Ри́женово (болг. Ръженово) — село в Хасковській області Болгарії. Входить до складу общини Маджарово.

## Населення
За даними перепису населення 2011 року у селі проживали 94 особи.
Національний склад населення села:
| Національність   | Кількість осіб | Відсоток |
| ---------------- | -------------- | -------- |
| турки            | 84             | 89,4%    |
| болгари          | 7              | 7,4%     |
| інша             | 0              | 0%       |
| Всього відповіли | 94             |          |

Розподіл населення за віком у 2011 році:
Динаміка населення: